# Grand Prix automobile des Pays-Bas 1967
GP précédent GP suivant
Le Grand Prix des Pays-Bas 1967 (XVI Grote Prijs van Nederland), disputé sur le circuit de Zandvoort le 4 juin 1967, est la cent-cinquante-troisième épreuve du championnat du monde de Formule 1 courue depuis 1950 et la troisième manche du championnat 1967.

## Contexte avant la course

### Le championnat du monde
Depuis la saison précédente, la Formule 1 a adopté la réglementation trois litres pour les monoplaces à moteur atmosphérique, avec également possibilité d'utilisation de moteurs suralimentés, un coefficient deux étant alors appliqué pour la cylindrée (soit un maximum de 1 500 cm3 en cas d'utilisation d'un compresseur volumétrique ou d'un turbocompresseur). La réglementation s'appuie sur les points suivants :
- pas de cylindrée minimale
- cylindrée maximale : 3 000 cm3 si moteur atmosphérique ou 1 500 cm3 si moteur suralimenté
- poids minimal : 500 kg (à sec)
- roues non carénées
- double circuit de freinage obligatoire
- arceau de sécurité obligatoire (le haut du cerceau devant dépasser le casque du pilote)
- démarreur de bord obligatoire
- carburant commercial obligatoire
- ravitaillement en huile interdit durant la course
- distance minimale d'un Grand Prix : 300 km
- distance maximale d'un Grand Prix : 400 km
- distance minimale pour être classé : 90% de la distance parcourue par le vainqueur

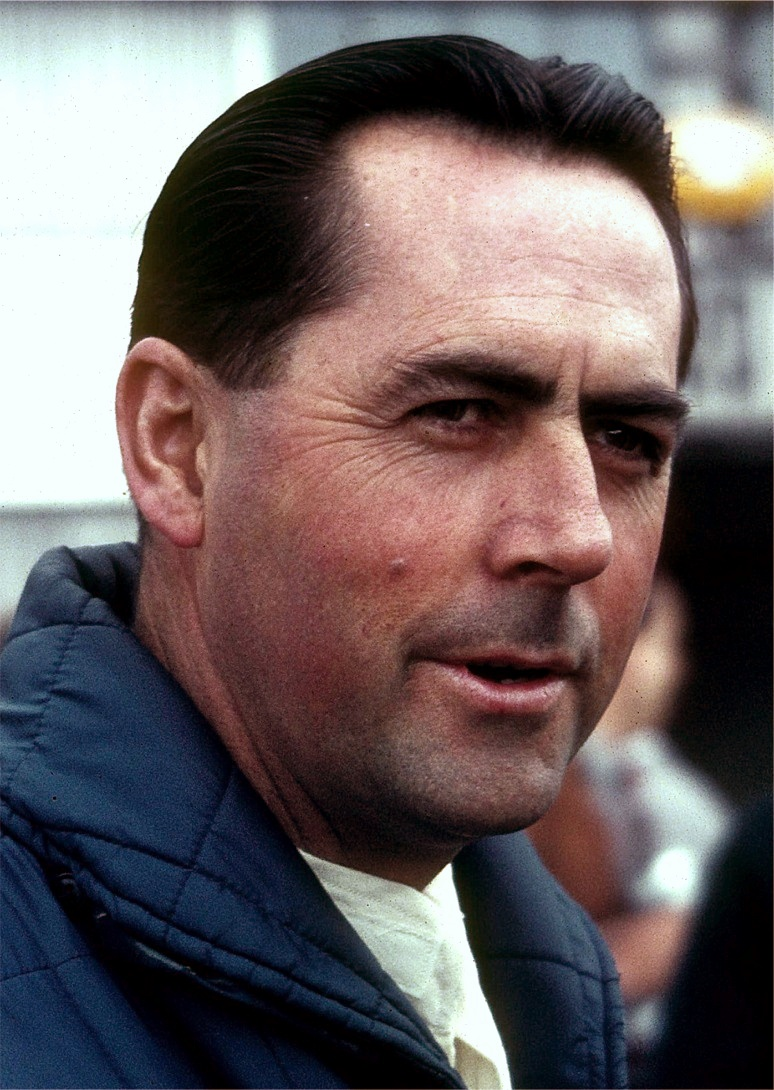
Début de saison difficile pour le champion du monde Jack Brabham, malchanceux à Kyalami et à Monaco.

Dominatrices en 1966, les Brabham se sont de nouveau montrées les plus rapides en ce début de saison 1967. Malchanceux lors des deux premières manches, le champion du monde Jack Brabham n'a toutefois pu tirer son épingle du jeu, alors que son coéquipier Denny Hulme, vainqueur du Grand Prix de Monaco, a pris la tête du championnat du monde. Malgré la sortie d'un nouveau modèle, plus compact, la domination des monoplaces du pilote-constructeur australien devrait cependant être contestée avec l'arrivée de la dernière création de Colin Chapman, l'ultralégère Lotus 49, dotée d'un puissant V8 développé par Cosworth, en partenariat avec Ford, donné pour plus de 400 chevaux. Les deux premiers exemplaires viennent d'être achevés et feront leurs débuts en course aux mains de Jim Clark et de Graham Hill. Améliorées depuis l'an dernier, les puissantes monoplaces de la Scuderia Ferrari doivent également figurer parmi les favorites, mais l'équipe italienne a subi une lourde perte avec la disparition de son premier pilote, Lorenzo Bandini, quelques jours après son terrible accident de Monaco.

### Le circuit
Projeté au lendemain de la Seconde Guerre mondiale, le circuit permanent de Zandvoort, situé près de Haarlem, fut inauguré en 1948, avec l'organisation d'une épreuve de Formule 1 remportée par le Prince Bira, sur Maserati. Il est régulièrement utilisé pour les courses automobiles internationales et, plus occasionnellement, pour des compétitions cyclistes et motocyclistes. Son tracé sinueux, longeant la mer du Nord, sillonne les dunes, les vents marins entraînant de fréquentes projections de sable, souvent préjudiciables aux mécaniques de course et rendant l'adhérence précaire, les pilotes reprochant souvent aux organisateurs le manque de nettoyage de la piste. Vainqueur à trois reprises du Grand Prix des Pays-Bas, Jim Clark détient le record de la piste, ayant accompli en course un tour à 166,6 km/h de moyenne au volant de sa Lotus F1, en 1965. L'année suivante, le pilote-constructeur Jack Brabham avait tourné à plus de 171 km/h de moyenne au cours des essais mais le record officiel n'avait pas été amélioré le jour de la course, la piste étant maculée d'huile.

## Monoplaces en lice

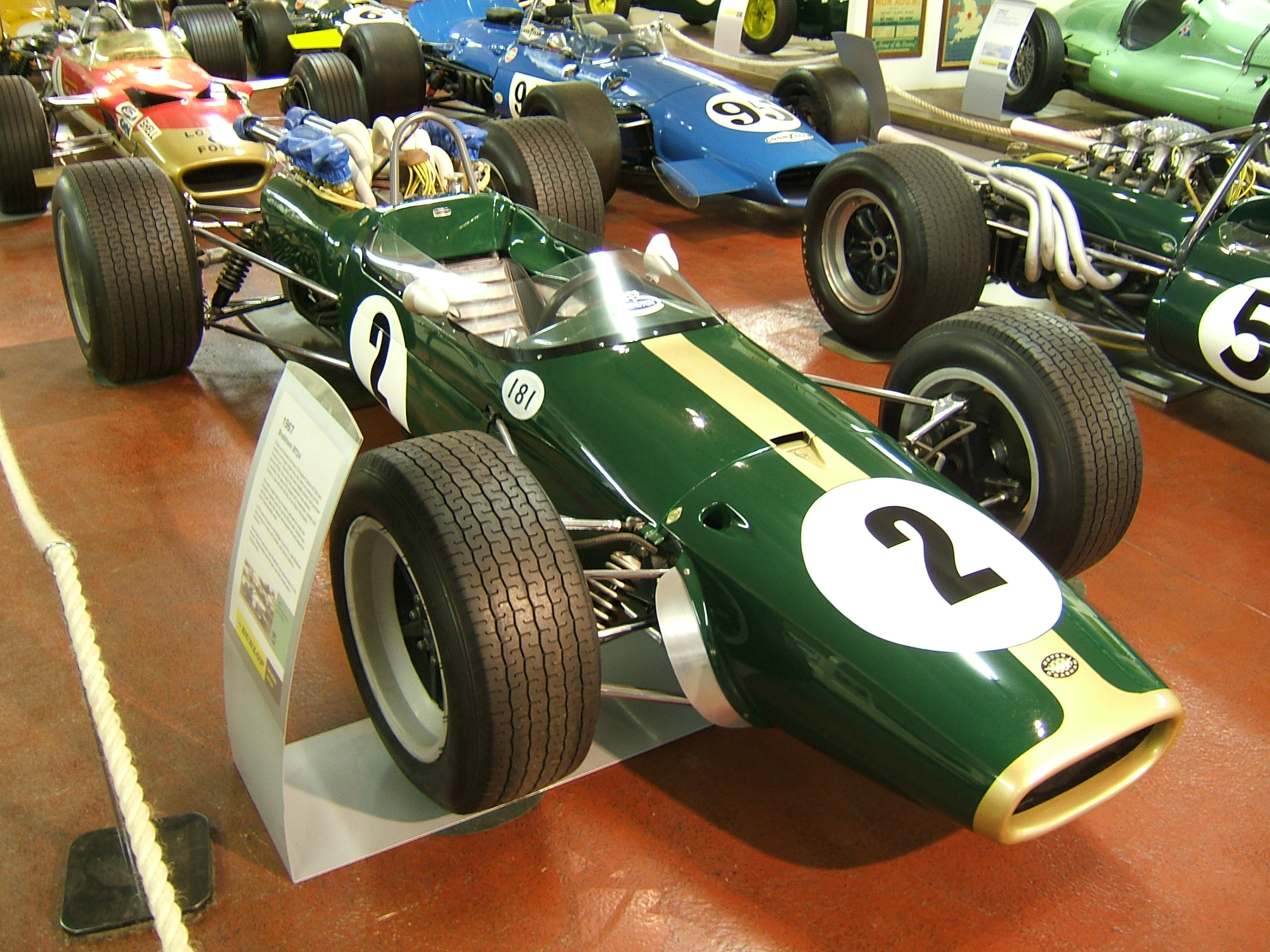
La petite Brabham BT24, à moteur V8 Repco.

- Brabham BT19, BT20 et BT24 "Usine"

Alors que tous les autres constructeurs de F1 ont adopté la structure monocoque, Jack Brabham et son associé Ron Tauranac restent des adeptes de la structure multitubulaire. Le châssis de la nouvelle BT24, pratiquement identique à la BT23 de Formule 2 apparue en mars, est constitué de tubes soudés. Son V8 Repco, à échappement central et alimenté par injection mécanique Lucas, délivre environ 330 chevaux à 8000 tr/min. La transmission est assurée par une boîte de vitesses Hewland DG300, à cinq rapports. Cette monoplace ne pèse que 510 kg à vide. Elle a à peine roulé aussi Brabham dispose-t-il également de sa BT19 de la saison dernière, équipée de la version précédente du V8 Repco, développée à partir d'un bloc en aluminium d'Oldsmobile F-85, d'une puissance de 315 chevaux à 8000 tr/min. La boîte est également une Hewland DG300. La BT19 pèse 540 kg à vide. Hulme a également deux voitures à sa disposition, la BT20 qu'il utilise habituellement ainsi que la BT20 utilisée par Brabham lors des épreuves précédentes. Techniquement identiques à la BT19, les BT20 disposent de voies légèrement plus larges, sont plus rigides et un peu plus lourdes (environ 565 kg à vide), leur châssis étant constitué de tubes ovales au lieu de ronds. Les quatre voitures sont chaussées de pneus Goodyear.
- Brabham BT11 privée

Le Britannique Bob Anderson aligne une nouvelle fois son ancienne Brabham BT11 à moteur quatre cylindres Climax FPF de 2,7 litres (260 chevaux à 6800 tr/min). Il utilise des pneus Firestone.
- Ferrari 312 "Usine"

Après la disparition tragique de Lorenzo Bandini, la Scuderia Ferrari a promu Chris Amon au rang de premier pilote, le jeune Néo-Zélandais étant épaulé par Mike Parkes et Ludovico Scarfiotti. Amon dispose de la version 1967 de la 312, avec laquelle il a terminé troisième à Monaco. Scarfiotti pilote un modèle identique, tout juste sorti d'usine, alors que Parkes utilisera sa monoplace de la saison précédente, une 312 à empattement allongé afin de loger les jambes du Britannique, qui mesure 1,90 mètre. Les 312 ont une structure monocoque et sont équipées d'un moteur V12 dérivé de celui des modèles d'endurance, désormais doté d'un double allumage et d'une distributions à trois soupapes par cylindre. L'alimentation est assurée par un système d'injection indirecte Lucas et la puissance maximale est de 390 chevaux à 10000 tr/min. La transmission est assurée par une boîte cinq vitesses. Bénéficiant d'un meilleur profilage, le modèle 1967 pèse 550 kg à vide, contre plus de 600 pour la voiture de Scarfiotti sur laquelle ont été montées les nouvelles suspensions. Une 312 de 1966, à empattement standard, fait office de mulet. Les Ferrari utilisent des pneus Firestone.
- Cooper T81 "Usine"

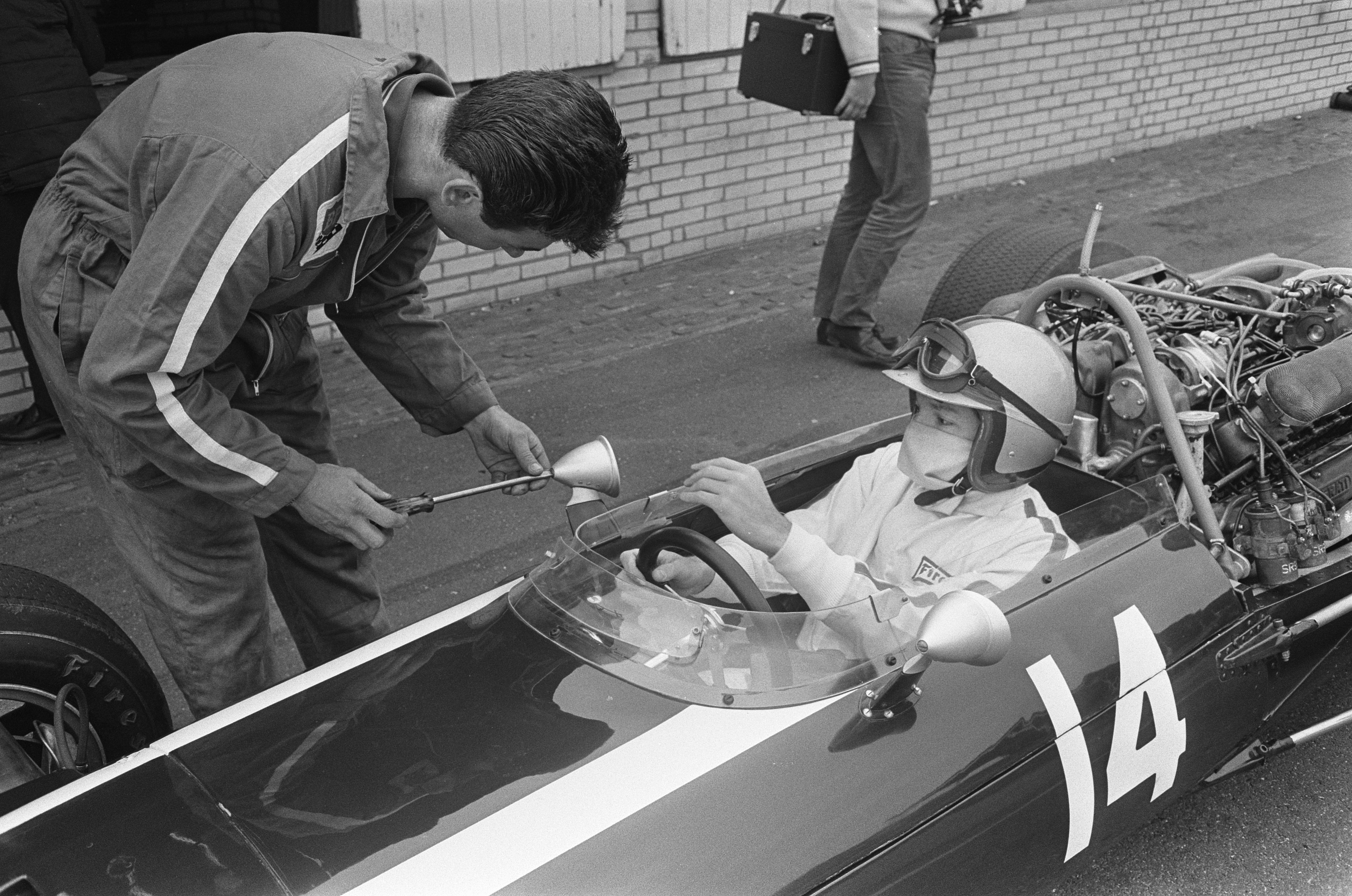
Pedro Rodríguez dans les stands de Zandvoort au volant de sa Cooper T81.

Après la victoire surprise de Pedro Rodríguez, nouvelle recrue de l'équipe de Surbiton, à Kyalami, les lourdes Cooper T81 à moteur V12 Maserati sont ensuite rentrées dans le rang et se sont révélées très décevantes à Monaco, y occupant les deux dernières places de la grille de départ ! Monoplaces à structure monocoque, les T81 pèsent 640 kg à sec, la nouvelle version allégée T81B utilisée par  Jochen Rindt en principauté pesant une vingtaine de kg de moins. Rindt pilotera de nouveau cette voiture, Rodríguez conservant sa T81 habituelle, identique au mulet dont dispose l'équipe. Jugé trop fragile, le V12 à 36 soupapes (donné pour 400 chevaux à 10000 tr/min) est resté à l'usine, les trois monoplaces présentes utilisant la précédente version à deux soupapes par cylindre et double allumage (système d'injection Lucas, environ 360 chevaux à 9000 tr/min). La T81B de Rindt bénéficie de nouvelles jantes à base de magnésium et d'une boîte de vitesses Hewland à cinq rapports, les deux autres voitures ayant conservé une boîte 'cinq' ZF. Les Cooper sont chaussées de pneus Firestone.
- Cooper T81 privée

En l'absence des pilotes indépendants Joakim Bonnier et Guy Ligier, la seule Cooper T81 engagée à titre privé est celle de Rob Walker, une nouvelle fois confiée à Joseph Siffert. Disposant d'un V12 Maserati à simple allumage, elle ne dispose que de 330 chevaux. Elle est équipées d'une boîte cinq vitesses ZF et de pneus Firestone.
- BRM P83 & P 115 "Usine"

Les nombreux problèmes de mise au point du lourd moteur 16 cylindres ont incité le constructeur de Bourne à utiliser un V12 pour leur future F1 (sur la base d'études déjà réalisées pour un moteur d'endurance), mais celui-ci ne devrait être opérationnel qu'en fin de saison. L'équipe BRM continue donc à utiliser ses modèles 1966 (P83), ainsi qu'une évolution affinée et allégée (baptisée P115) qui va effectuer sa première sortie à Zandvoort aux mains de Jackie Stewart. Les deux modèles ont une structure monocoque et utilisent le moteur H16, alimenté par un système d'injection indirecte Lucas, qui développe environ 400 chevaux à 10000 tr/min. La transmission est assurée par une boîte de vitesses à six rapports réalisée en interne. Pesant 700 kg (soit 35 de plus que la nouvelle P115), les imposantes P83 figurent parmi les plus lourdes monoplaces du plateau. Alors que son coéquipier Mike Spence pilotera sa P83 habituelle, Stewart aura les deux autres à sa disposition. Les BRM utilisent des pneus Firestone.
- BRM P83 privée

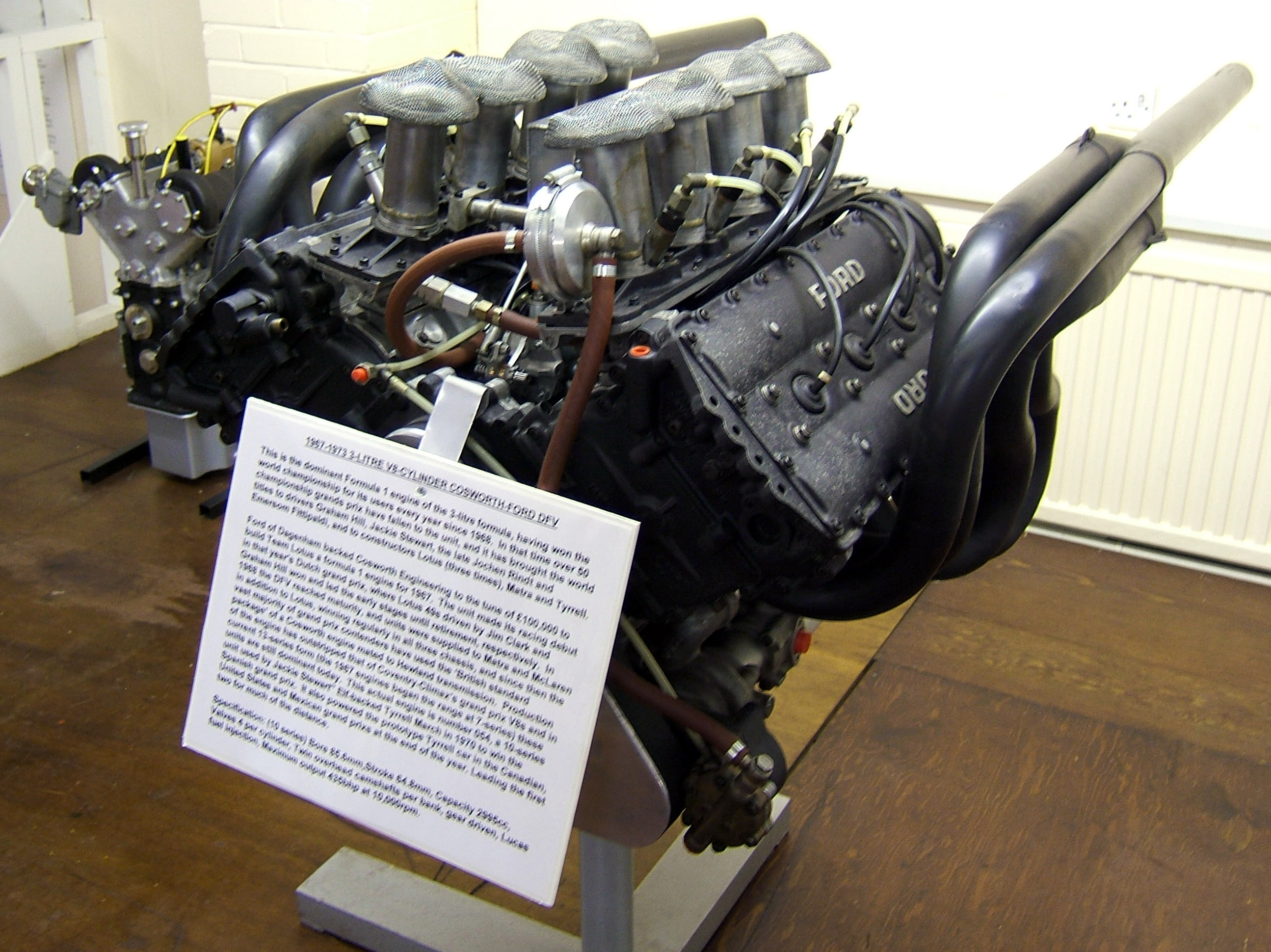
Le nouveau V8 Cosworth DFV, conçu par Keith Duckworth.

L'écurie dirigée par Tim Parnell avait engagé la P83 récemment rachetée à l'usine. Cette voiture devait être pilotée par Piers Courage mais n'a pu être préparée à temps pour l'épreuve néerlandaise, aussi Courage a-t-il dû déclarer forfait.
- Lotus 49 "Usine"

Dernière création de Colin Chapman, en totale collaboration avec l'ingénieur-motoriste Keith Duckworth et avec le partenariat de Ford, la Lotus 49 vient tout juste d'accomplir ses premiers tours de roue, aux mains de Graham Hill. Son châssis, à structure monocoque, présente la particularité de ne pas comporter de partie postérieure, le moteur, boulonné sur le cockpit, supportant le train arrière. Il s'agit de la première monoplace adoptant le principe du moteur porteur. Ce concept permet de réduire considérablement le poids de l'ensemble, la voiture dépassant à peine les 500 kg réglementaires, dont seulement 168 pour l'ensemble moteur, embrayage et accessoires. Doté de quatre arbres à cames en tête et de quatre soupapes par cylindre, le V8 Cosworth DFV, alimenté par injection indirecte Lucas, fournit 400 chevaux à 9000 tr/min. La transmission est assurée par une boîte de vitesses ZF à cinq rapports. L'usine a engagé deux exemplaires identiques, confiés à Graham Hill et Jim Clark, et ne dispose pas de mulet. Exilé aux Bermudes pour raisons fiscales, Clark n'a pu se rendre au Royaume-Uni pour participer à la mise au point de ce modèle (tâche dévolue à Graham Hill) et n'en a donc encore jamais pris le volant. Les deux Lotus officielles sont chaussées de pneus Firestone.
- Lotus 33 privée

Le Britannique Chris Irwin dispose une nouvelle fois de la Lotus 33 du Reg Parnell Racing, avec laquelle il a notamment terminé quatrième du dernier Grand Prix de Syracuse. Conçue pour la F1 1500 cm3, cette monoplace à structure monocoque est motorisée par un V8 BRM de 2070 cm3, d'une puissance de l'ordre de 280 chevaux. Dotée d'une boîte «cinq» Hewland, elle a dû être lestée pour atteindre le poids minimal de 500 kg. Elle utilise habituellement des pneus Dunlop, mais l'équipe dispose également de pneus Firestone. Un moteur de rechange est prévu, mais il s'agit d'un V8 BRM de seulement 1916 cm3 (265 chevaux).
- Eagle T1G "Usine"

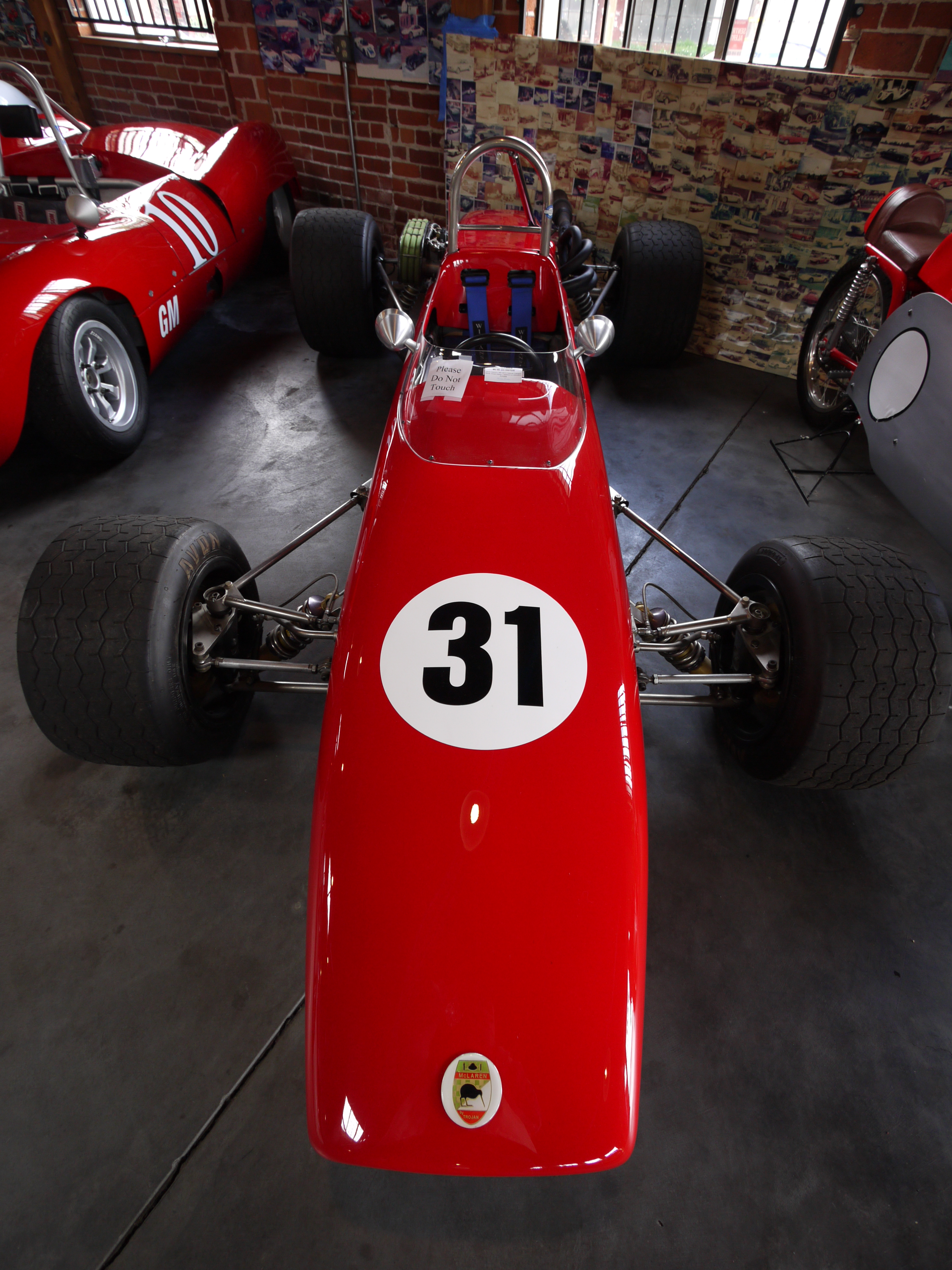
Modèle intérimaire, la McLaren-BRM M4B est dérivée de cette McLaren M4A de Formule 2.

Le pilote-constructeur américain Dan Gurney fait débuter une version allégée de son Eagle T1G à moteur V12 Weslake. Les deux T1G utilisées lors des courses précédentes sont également présentes, l'une d'elles n'étant toutefois pas entièrement remontée. L'emploi de titane et de magnésium pour la réalisation de la coque de la nouvelle voiture a permis de gagner une cinquantaine de kg par rapport aux deux autres châssis, intégralement en aluminium. Délivrant plus de 410 chevaux, le V12 confère aux Eagle une excellente vitesse de pointe. Dotées d'une boîte cinq vitesses Hewland, elles pèsent respectivement 525 (version 1967) et 575 kg (versions 1966) à vide. elles utilisent des pneus Goodyear. Coéquipier de Gurney en début de saison, Richie Ginther vient de décider d'abandonner la compétition mais l'équipe a tout de même maintenu son engagement, espérant faire revenir le pilote californien sur cette décision.
- Honda RA273 "Usine"

Comme à Monaco, John Surtees dispose de deux RA273, une à voies larges et une à voies réduites. La conception de ces voitures s'inspire de celle de la Lotus 38, victorieuse à Indianapolis en 1965. Leur structure monocoque est constituée de tôles d'aluminium rivetées englobant neuf outres à essence cloisonnées. Très imposantes, ce sont les plus lourdes monoplace du plateau, affichant 740 kg sur la balance. En position longitudinale, leur V12 à 48 soupapes, alimenté par un système d'injection indirecte Honda, délivre 420 chevaux à 10500 tr/min. La boîte cinq vitesses a été conçue et réalisée en interne. Honda utilise des pneus Goodyear.
- McLaren M4B "Usine"

Après l'échec dû à l'utilisation l'année précédente d'un V8 Ford dérivé des courses de championnat USAC, Bruce McLaren s'est cette saison tourné vers BRM pour motoriser sa monoplace de Formule 1. Le nouveau V12 du constructeur britannique n'etant pas attendu avant le mois d'août, le pilote-constructeur a créé un modèle intérimaire M4B, adaptant le V8 BRM de 2070 cm3 (développant 280 chevaux) sur un châssis de Formule 2. Dotée d'une boîte «cinq» Hewland et lestée pour atteindre les 500 kg requis par la réglementation F1, cette petite monoplace a effectué une très belle prestation à Monaco, seul un problème électrique ayant Privé McLaren d'une place sur le podium. McLaren utilise des pneus Goodyear.

## Coureurs inscrits
| no  | Pilote              | Écurie                      | Constructeur | Modèle         | N° châssis | Moteur                 | Pneumatiques |
| --- | ------------------- | --------------------------- | ------------ | -------------- | ---------- | ---------------------- | ------------ |
| 1   | Jack Brabham        | Brabham Racing Organisation | Brabham      | Brabham BT19   | F1-1-65    | Repco 740 V8           | G            |
| 1T  | Jack Brabham        | Brabham Racing Organisation | Brabham      | Brabham BT24   | BT24/1     | Repco 740 V8           | G            |
| 2   | Denny Hulme         | Brabham Racing Organisation | Brabham      | Brabham BT20   | F1-2-66    | Repco 620 V8           | G            |
| 2T  | Denny Hulme         | Brabham Racing Organisation | Brabham      | Brabham BT20   | F1-1-66    | Repco 620 V8           | G            |
| 3   | Chris Amon          | SpA Ferrari SEFAC           | Ferrari      | Ferrari 312/67 | 312/0003   | Ferrari 242 V12        | F            |
| 4   | Mike Parkes         | SpA Ferrari SEFAC           | Ferrari      | Ferrari 312    | 312/0012   | Ferrari 242 V12        | F            |
| 5   | Jim Clark           | Team Lotus                  | Lotus        | Lotus 49       | 49 R2      | Ford Cosworth DFV V8   | F            |
| 6   | Graham Hill         | Team Lotus                  | Lotus        | Lotus 49       | 49 R1      | Ford Cosworth DFV V8   | F            |
| 7   | John Surtees        | Honda R&D Company           | Honda        | Honda RA273    | F102       | Honda RA273E V12       | F            |
| 7T  | John Surtees        | Honda R&D Company           | Honda        | Honda RA273    | F103       | Honda RA273E V12       | F            |
| 9   | Jackie Stewart      | Owen Racing Organisation    | BRM          | BRM P83        | 8303       | BRM P75 H16            | F            |
| 9T  | Jackie Stewart      | Owen Racing Organisation    | BRM          | BRM P115       | 1151       | BRM P75 H16            | F            |
| 10  | Mike Spence         | Owen Racing Organisation    | BRM          | BRM P83        | 8302       | BRM P75 H16            | F            |
| 12  | Jochen Rindt        | Cooper Car Company          | Cooper       | Cooper T81 B   | F1-1-67    | Maserati 9/F1 V12      | F            |
| 12T | Jochen Rindt        | Cooper Car Company          | Cooper       | Cooper T81     | F1-3-66    | Maserati 9/F1 V12      | F            |
| 14  | Pedro Rodríguez     | Cooper Car Company          | Cooper       | Cooper T81     | F1-6-66    | Maserati 9/F1 V12      | F            |
| 15  | Dan Gurney          | Anglo-American Racers       | Eagle        | Eagle T1G      | 104        | Weslake 58 V12         | G            |
| 15T | Dan Gurney          | Anglo-American Racers       | Eagle        | Eagle T1G      | 103        | Weslake 58 V12         | G            |
| 16  | Richie Ginther      | Anglo-American Racers       | Eagle        | Eagle T1G      | 102        | Weslake 58 V12         | G            |
| 17  | Bruce McLaren       | Bruce McLaren Motor Racing  | McLaren      | McLaren M4B    | M4B/1      | BRM P111 V8            | G            |
| 18  | Chris Irwin         | Reg Parnell Racing          | Lotus        | Lotus 33       | 33 R13     | BRM P56 V8             | F            |
| 19  | Piers Courage       | Reg Parnell Racing          | BRM          | BRM P83        | 8301       | BRM P75 H16            | F            |
| 20  | Joseph Siffert      | Rob Walker/Jack Durlacher   | Cooper       | Cooper T81     | F1-2-66    | Maserati 9/F1 V12      | F            |
| 21  | Bob Anderson        | DW Racing Enterprises       | Brabham      | Brabham BT11   | F1-5-64    | Coventry Climax FPF L4 | F            |
| 22  | Ludovico Scarfiotti | SpA Ferrari SEFAC           | Ferrari      | Ferrari 312/67 | 312/0005   | Ferrari 242 V12        | F            |
| 22T | Ludovico Scarfiotti | SpA Ferrari SEFAC           | Ferrari      | Ferrari 312    | 312/0011   | Ferrari 242 V12        | F            |

## Qualifications
Quatre séances qualificatives sont prévues, trois le vendredi (une heure et demie le matin, une heure le vendredi après-midi et une heure le vendredi soir), et une de deux heures le samedi après-midi précédant la course.

### Première séance - vendredi 2 juin (matin)
Il ne pleut pas mais le ciel est menaçant le vendredi matin, lorsque les premiers entraînements officiels commencent. Denny Hulme est l'un des premiers pilotes en piste et se montre d'emblée très compétitif sur sa Brabham. Le leader du championnat améliore bientôt le record officieux de la piste et s'installe au sommet de la hiérarchie avec un tour à près de 174 km/h de moyenne. Son coéquipier Jack Brabham teste de son côté sa nouvelle monoplace mais, n'ayant pas l'intention de l'utiliser en course, n'accomplit que quelques tours à son volant avant de reprendre son ancienne voiture, pour l'heure équipée d'un ancien moteur. Très attendues pour leur première sortie publique, les Lotus ne sont pas immédiatement compétitives, leur mise au point n'étant pas totalement achevée. Les rapports de boîte adoptés se révèlent mal adaptés au circuit et Jim Clark, qui découvre sa voiture, ne figure pas parmi les plus rapides tandis que la séance de Graham Hill est perturbée par quelques problèmes mécaniques. La performance réalisée par Hulme ne sera pas égalée, John Surtees et sa Honda échouant à trois dixièmes de seconde du Néo-Zélandais. Il devance Dan Gurney( qui a progressivement haussé le rythme sur sa nouvelle Eagle), la Ferrari de Chris Amon et la Cooper de Jochen Rindt. Aux mains de Jackie Stewart, la version allégé de la BRM à seize cylindres n'a pas vraiment convaincu son pilote, qui n'a pu faire mieux que le pilote-constructeur Bruce McLaren qui ne dispose que d'un moteur «deux litres».

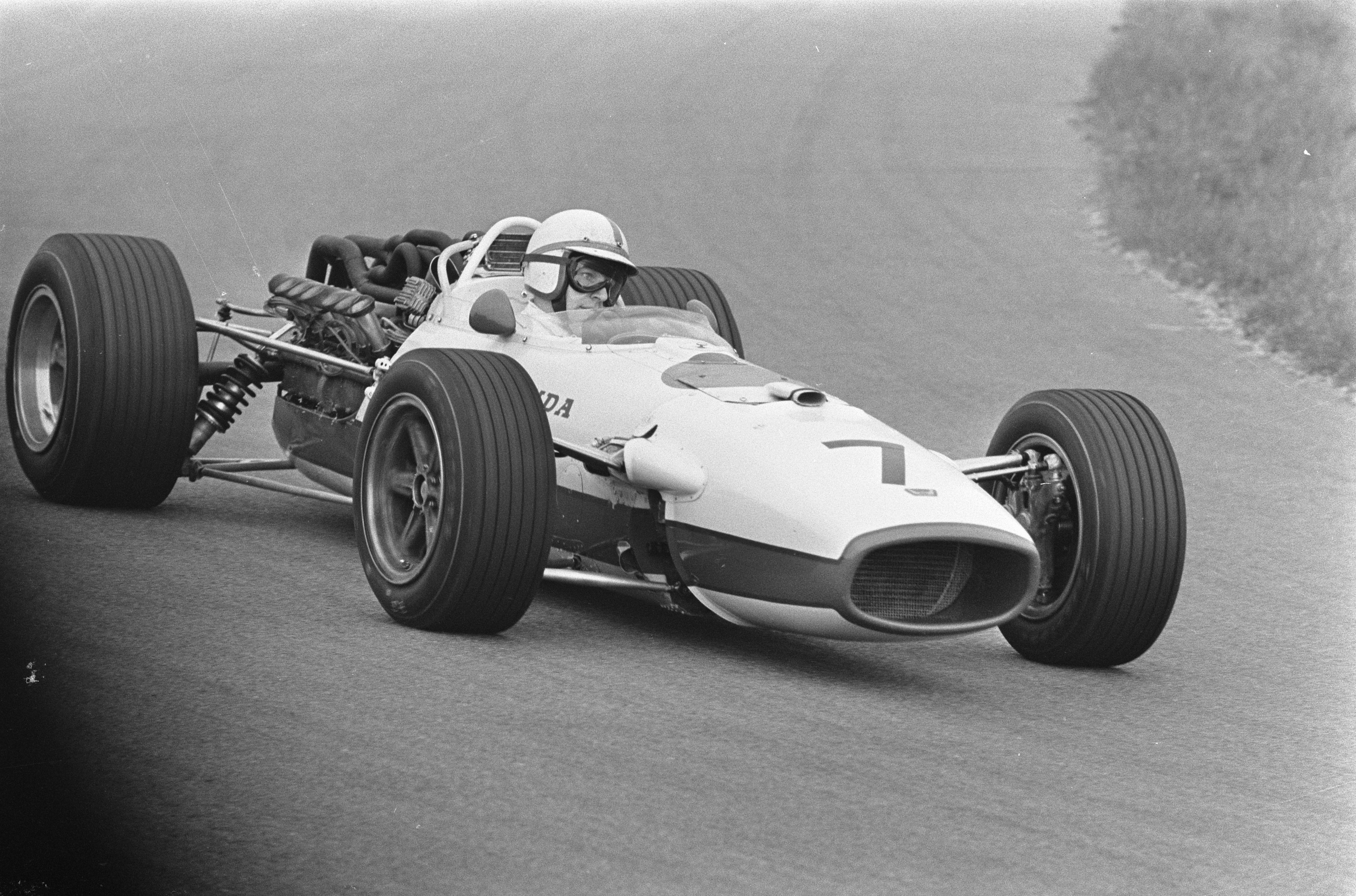
Au volant de sa Honda, John Surtees a réalisé le deuxième meilleur temps lors des essais du vendredi matin.

| Pos. | Pilote              | Écurie          | Temps        | Écart   |
| ---- | ------------------- | --------------- | ------------ | ------- |
| 1    | Denny Hulme         | Brabham-Repco   | 1 min 26 s 8 |         |
| 2    | John Surtees        | Honda           | 1 min 27 s 1 | + 0 s 3 |
| 3    | Dan Gurney          | Eagle-Weslake   | 1 min 27 s 7 | + 0 s 9 |
| 4    | Chris Amon          | Ferrari         | 1 min 27 s 9 | + 1 s 1 |
| 5    | Jochen Rindt        | Cooper-Maserati | 1 min 27 s 9 | + 1 s 1 |
| 6    | Jackie Stewart      | BRM             | 1 min 28 s 2 | + 1 s 4 |
| 7    | Bruce McLaren       | McLaren-BRM     | 1 min 28 s 2 | + 1 s 4 |
| 8    | Jim Clark           | Lotus-Ford      | 1 min 28 s 4 | + 1 s 6 |
| 9    | Bob Anderson        | Brabham-Climax  | 1 min 29 s 0 | + 2 s 2 |
| 10   | Jack Brabham        | Brabham-Repco   | 1 min 29 s 1 | + 2 s 3 |
| 11   | Ludovico Scarfiotti | Ferrari         | 1 min 30 s 3 | + 3 s 5 |
| 12   | Pedro Rodríguez     | Cooper-Maserati | 1 min 30 s 3 | + 3 s 5 |
| 13   | Mike Parkes         | Ferrari         | 1 min 30 s 5 | + 3 s 7 |
| 14   | Graham Hill         | Lotus-Ford      | 1 min 31 s 7 | + 4 s 9 |
| 15   | Mike Spence         | BRM             | 1 min 32 s 1 | + 5 s 3 |
| 16   | Chris Irwin         | Lotus-BRM       | 1 min 36 s 2 | + 9 s 4 |

### Deuxième séance - vendredi 2 juin (après-midi)
Le ciel reste couvert, en début d'après-midi, mais sans menace de pluie. Dans la plupart des équipes, on peaufine les réglages en vue de la séance du soir. Rindt va se montrer le plus rapide au cours de cette deuxième session, égalant presque le temps réalisé par Hulme le matin, ce dernier n'étant pas retourné en piste. Gurney et Surtees ne sont qu'à un dixième de seconde de l'Autrichien, talonnés par Amon. Dans le Team Lotus, les rapports de boîte ont été changés, permettant à Clark et Hill de progressivement s'approcher des meilleurs. Brabham s'est contenté de parfaire la mise au point de sa monoplace de l'année passée et n'a pas accompli de tour vraiment rapide. Au sein de l'équipe de Rob Walker, la voiture de Joseph Siffert n'est pas encore prête et le pilote suisse ne pourra pas tourner avant le samedi. Quant à Stewart, des problèmes de réservoir de carburant sur la nouvelle voiture l'ont contraint à se rabattre sur celle de l'an passé.
| Pos. | Pilote              | Écurie          | Temps        | Écart   |
| ---- | ------------------- | --------------- | ------------ | ------- |
| 1    | Jochen Rindt        | Cooper-Maserati | 1 min 26 s 9 |         |
| 2    | Dan Gurney          | Eagle-Weslake   | 1 min 27 s 0 | + 0 s 1 |
| 3    | John Surtees        | Honda           | 1 min 27 s 0 | + 0 s 1 |
| 4    | Chris Amon          | Ferrari         | 1 min 27 s 1 | + 0 s 2 |
| 5    | Jim Clark           | Lotus-Ford      | 1 min 27 s 3 | + 0 s 4 |
| 6    | Graham Hill         | Lotus-Ford      | 1 min 27 s 5 | + 0 s 6 |
| 7    | Mike Parkes         | Ferrari         | 1 min 27 s 6 | + 0 s 7 |
| 8    | Bruce McLaren       | McLaren-BRM     | 1 min 28 s 2 | + 1 s 3 |
| 9    | Mike Spence         | BRM             | 1 min 28 s 2 | + 1 s 3 |
| 10   | Ludovico Scarfiotti | Ferrari         | 1 min 28 s 6 | + 1 s 7 |
| 11   | Jackie Stewart      | BRM             | 1 min 29 s 1 | + 2 s 2 |
| 12   | Jack Brabham        | Brabham-Repco   | 1 min 29 s 7 | + 2 s 8 |
| 13   | Pedro Rodríguez     | Cooper-Maserati | 1 min 29 s 8 | + 2 s 9 |
| 14   | Chris Irwin         | Lotus-BRM       | 1 min 31 s 2 | + 4 s 3 |

### Troisième séance - vendredi 2 juin (soir)
Les conditions restent inchangées en fin d'après-midi mais, hormis Siffert, tous les pilotes prennent la piste déterminés à obtenir la meilleure place possible, la pluie pouvant perturber la séance du lendemain. Entamant une série de tours rapides, Clark se rend bientôt compte que le comportement de sa Lotus n'est pas parfaitement homogène. Ses mécaniciens n'en trouveront cependant pas la cause et le champion écossais ne pourra défendre ses chances face à Gurney et Hill qui vont battre tour à tour le record officieux du circuit, Hill s'adjugeant finalement le meilleur temps de la journée à 176,3 km/h de moyenne, devançant de deux dixièmes de seconde son adversaire américain. Troisième, Surtees se trouve relégué à une seconde. Malgré ses problèmes de tenue de route, Clark a néanmoins obtenu le quatrième chrono, à égalité avec Hulme.
| Pos. | Pilote              | Écurie          | Temps        | Écart   |
| ---- | ------------------- | --------------- | ------------ | ------- |
| 1    | Graham Hill         | Lotus-Ford      | 1 min 25 s 6 |         |
| 2    | Dan Gurney          | Eagle-Weslake   | 1 min 25 s 8 | + 0 s 2 |
| 3    | John Surtees        | Honda           | 1 min 26 s 6 | + 1 s 0 |
| 4    | Jim Clark           | Lotus-Ford      | 1 min 26 s 8 | + 1 s 2 |
| 5    | Denny Hulme         | Brabham-Repco   | 1 min 26 s 8 | + 1 s 2 |
| 6    | Jack Brabham        | Brabham-Repco   | 1 min 27 s 1 | + 1 s 5 |
| 7    | Chris Amon          | Ferrari         | 1 min 27 s 3 | + 1 s 7 |
| 8    | Mike Spence         | BRM             | 1 min 27 s 4 | + 1 s 8 |
| 9    | Mike Parkes         | Ferrari         | 1 min 27 s 4 | + 1 s 8 |
| 10   | Bruce McLaren       | McLaren-BRM     | 1 min 27 s 9 | + 2 s 3 |
| 11   | Pedro Rodríguez     | Cooper-Maserati | 1 min 28 s 7 | + 3 s 1 |
| 12   | Jackie Stewart      | BRM             | 1 min 29 s 0 | + 3 s 4 |
| 13   | Ludovico Scarfiotti | Ferrari         | 1 min 29 s 7 | + 4 s 1 |
| 14   | Bob Anderson        | Brabham-Climax  | 1 min 30 s 1 | + 4 s 5 |
| 15   | Chris Irwin         | Lotus-BRM       | 1 min 30 s 6 | + 5 s 0 |

### Quatrième séance - samedi 3 juin
Le soleil est présent le samedi après-midi pour la dernière séance qualificative. Brabham a fait monter le moteur de sa BT24 sur sa monoplace de l'an passé, dont il a peaufiné les réglages la veille. Il ne tarde pas à approcher le temps réalisé par Hill le vendredi. La première partie des essais se déroule cependant dans le calme, les pilotes cherchant avant tout à optimiser le comportement de leurs monoplaces. Chez Lotus, Clark n'est toujours pas satisfait de sa voiture et, après vérification complète, des billes se sont échappées d'un roulement et ont endommagé un porte-moyeu arrière. De son côté, Hill va également rester immobilisé quelque temps au stand à cause d'un problème d'allumage. Rindt et son coéquipier Pedro Rodríguez vont animer la première partie des essais, réalisant des temps très proches qui leur valent une place en deuxième ligne, devançant la Brabham de Hulme. Les ténors vont attendre le dernier quart d'heure pour jeter toutes leurs forces dans la bataille pour la pole position. Brabham parvient tout d'abord à égaler le temps de Hill, mais celui-ci réplique aussitôt et gagne quelques dixièmes sur son précédent chrono. Clark ne va pas pouvoir défendre ses chances, un disque de freins se brisant dès son premier tour rapide. Gurney parvient alors à accomplir un tour à 177,4 km/h de moyenne. Alors que la pole position lui semble acquise, Hill accélère encore et bat l'Américain d'une demi-seconde, réalisant 178,4 km/h de moyenne, s'adjugeant la pole position. Gurney et Brabham complètent la première ligne, les deux Cooper de Rindt et Rodríguez se partageant la seconde. Cantonné au dernier rang lors des trois séances du vendredi, Chris Irwin a gagné trois secondes par rapport à la veille, son équipe ayant remplacé les pneus Dunlop de sa Lotus par des Firestone. Qualifié en treizième position, malgré l'usage d'un moteur de 1,9 litres au lieu du 2,1 litres cassé la veille, il est le meilleur représentant des équipes privées.

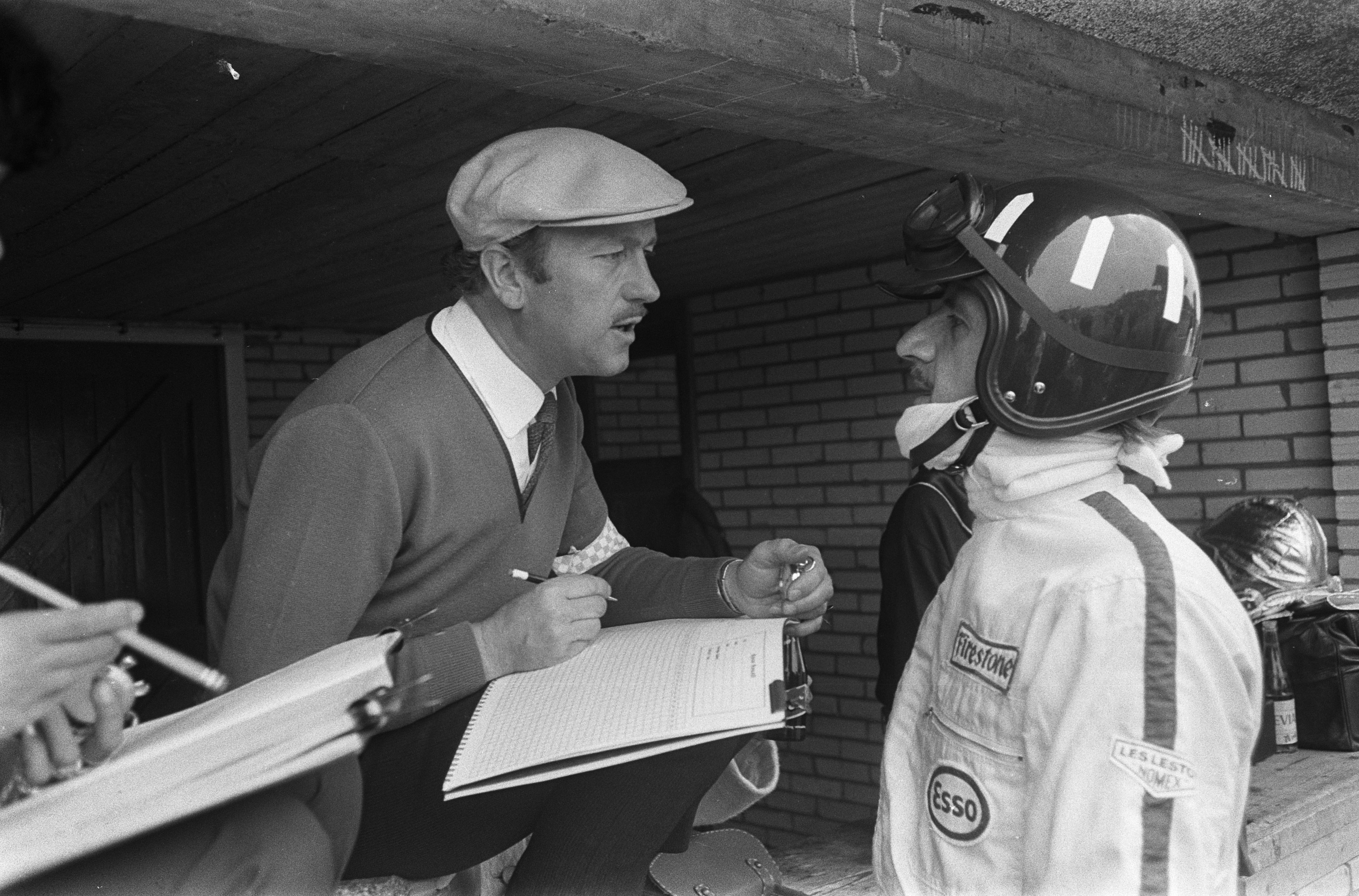
Graham Hill (ici en conversation avec Colin Chapman dans les stands de Zandvoort) s'est montré le plus rapide lors de la dernière journée d'essais.

| Pos. | Pilote              | Écurie          | Temps         | Écart    |
| ---- | ------------------- | --------------- | ------------- | -------- |
| 1    | Graham Hill         | Lotus-Ford      | 1 min 24 s 6  |          |
| 2    | Dan Gurney          | Eagle-Weslake   | 1 min 25 s 1  | + 0 s 5  |
| 3    | Jack Brabham        | Brabham-Repco   | 1 min 25 s 6  | + 1 s 0  |
| 4    | Jochen Rindt        | Cooper-Maserati | 1 min 26 s 5  | + 1 s 9  |
| 5    | Pedro Rodríguez     | Cooper-Maserati | 1 min 26 s 58 | + 1 s 98 |
| 6    | Denny Hulme         | Brabham-Repco   | 1 min 26 s 65 | + 2 s 05 |
| 7    | Chris Amon          | Ferrari         | 1 min 26 s 9  | + 2 s 3  |
| 8    | Mike Parkes         | Ferrari         | 1 min 27 s 0  | + 2 s 4  |
| 9    | Jackie Stewart      | BRM             | 1 min 27 s 2  | + 2 s 6  |
| 10   | John Surtees        | Honda           | 1 min 27 s 5  | + 2 s 9  |
| 11   | Chris Irwin         | Lotus-BRM       | 1 min 27 s 5  | + 2 s 9  |
| 12   | Bruce McLaren       | McLaren-BRM     | 1 min 27 s 7  | + 3 s 1  |
| 13   | Mike Spence         | BRM             | 1 min 27 s 8  | + 3 s 2  |
| 14   | Ludovico Scarfiotti | Ferrari         | 1 min 27 s 9  | + 3 s 3  |
| 15   | Jim Clark           | Lotus-Ford      | 1 min 28 s 4  | + 3 s 8  |
| 16   | Joseph Siffert      | Cooper-Maserati | 1 min 28 s 8  | + 4 s 2  |
| 17   | Bob Anderson        | Brabham-Climax  | 1 min 29 s 9  | + 5 s 3  |

### Tableau final des qualifications
| Pos. | Pilote              | Écurie          | Temps         | Écart    | Commentaire                        |
| ---- | ------------------- | --------------- | ------------- | -------- | ---------------------------------- |
| 1    | Graham Hill         | Lotus-Ford      | 1 min 24 s 6  |          | temps réalisé le samedi après-midi |
| 2    | Dan Gurney          | Eagle-Weslake   | 1 min 25 s 1  | + 0 s 5  | temps réalisé le samedi après-midi |
| 3    | Jack Brabham        | Brabham-Repco   | 1 min 25 s 6  | + 1 s 0  | temps réalisé le samedi après-midi |
| 4    | Jochen Rindt        | Cooper-Maserati | 1 min 26 s 5  | + 1 s 9  | temps réalisé le samedi après-midi |
| 5    | Pedro Rodríguez     | Cooper-Maserati | 1 min 26 s 58 | + 1 s 98 | temps réalisé le samedi après-midi |
| 6    | John Surtees        | Honda           | 1 min 26 s 65 | + 2 s 05 | temps réalisé le vendredi soir     |
| 7    | Denny Hulme         | Brabham-Repco   | 1 min 26 s 65 | + 2 s 05 | temps réalisé le samedi après-midi |
| 8    | Jim Clark           | Lotus-Ford      | 1 min 26 s 8  | + 2 s 2  | temps réalisé le vendredi soir     |
| 9    | Chris Amon          | Ferrari         | 1 min 26 s 9  | + 2 s 3  | temps réalisé le samedi après-midi |
| 10   | Mike Parkes         | Ferrari         | 1 min 27 s 0  | + 2 s 4  | temps réalisé le samedi après-midi |
| 11   | Jackie Stewart      | BRM             | 1 min 27 s 2  | + 2 s 6  | temps réalisé le samedi après-midi |
| 12   | Mike Spence         | BRM             | 1 min 27 s 4  | + 2 s 8  | temps réalisé le vendredi soir     |
| 13   | Chris Irwin         | Lotus-BRM       | 1 min 27 s 5  | + 2 s 9  | temps réalisé le samedi après-midi |
| 14   | Bruce McLaren       | McLaren-BRM     | 1 min 27 s 7  | + 3 s 1  | temps réalisé le samedi après-midi |
| 15   | Ludovico Scarfiotti | Ferrari         | 1 min 27 s 9  | + 3 s 3  | temps réalisé le samedi après-midi |
| 16   | Joseph Siffert      | Cooper-Maserati | 1 min 28 s 8  | + 4 s 2  | temps réalisé le samedi après-midi |
| 17   | Bob Anderson        | Brabham-Climax  | 1 min 29 s 0  | + 4 s 4  | temps réalisé le vendredi matin    |

## Grille de départ

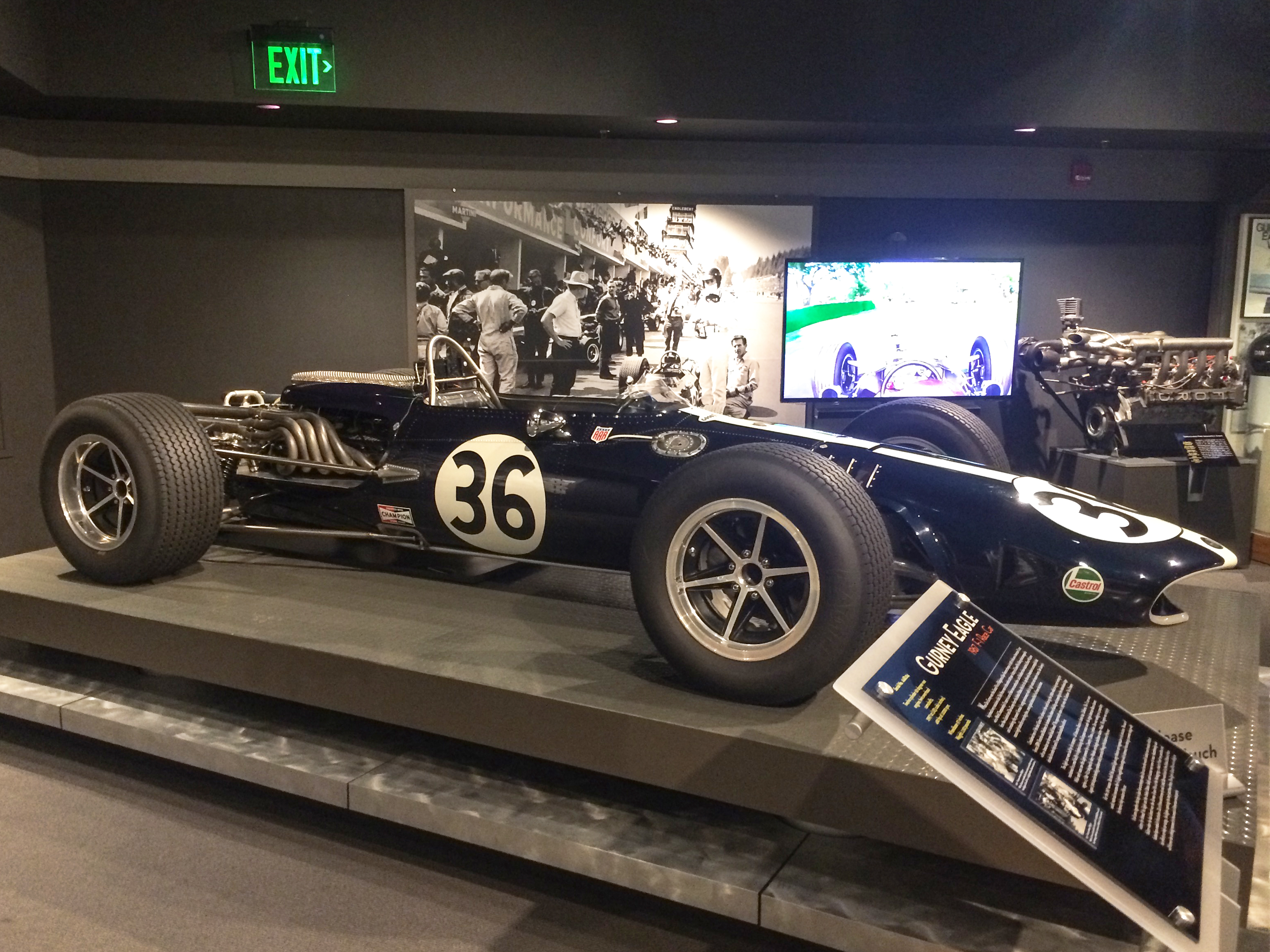
L'Eagle T1G de Dan Gurney s'élancera du centre de la première ligne de la grille de départ.

| 1re ligne | Pos. 3                   |                                 | Pos. 2                        |                           | Pos. 1                      |
|           | Brabham 1 min 25 s 6     |                                 | Gurney Eagle 1 min 25 s 1     |                           | G. Hill Lotus 1 min 24 s 6  |
| 2e ligne  |                          | Pos. 5                          |                               | Pos. 4                    |                             |
|           |                          | Rodríguez Cooper 1 min 26 s 58  |                               | Rindt Cooper 1 min 26 s 5 |                             |
| 3e ligne  | Pos. 8                   |                                 | Pos. 7                        |                           | Pos. 6                      |
|           | Clark Lotus 1 min 26 s 8 |                                 | Hulme Brabham 1 min 26 s 65   |                           | Surtees Honda 1 min 26 s 65 |
| 4e ligne  |                          | Pos. 10                         |                               | Pos. 9                    |                             |
|           |                          | Parkes Ferrari 1 min 27 s 0     |                               | Amon Ferrari 1 min 26 s 9 |                             |
| 5e ligne  | Pos. 13                  |                                 | Pos. 12                       |                           | Pos. 11                     |
|           | Irwin Lotus 1 min 27 s 5 |                                 | Spence BRM 1 min 27 s 4       |                           | Stewart BRM 1 min 27 s 2    |
| 6e ligne  |                          | Pos. 15                         |                               | Pos. 14                   |                             |
|           |                          | Scarfiotti Ferrari 1 min 27 s 9 |                               | McLaren 1 min 27 s 7      |                             |
| 7e ligne  |                          |                                 | Pos. 17                       |                           | Pos. 16                     |
|           |                          |                                 | Anderson Brabham 1 min 29 s 0 |                           | Siffert Cooper 1 min 28 s 8 |

## Déroulement de la course

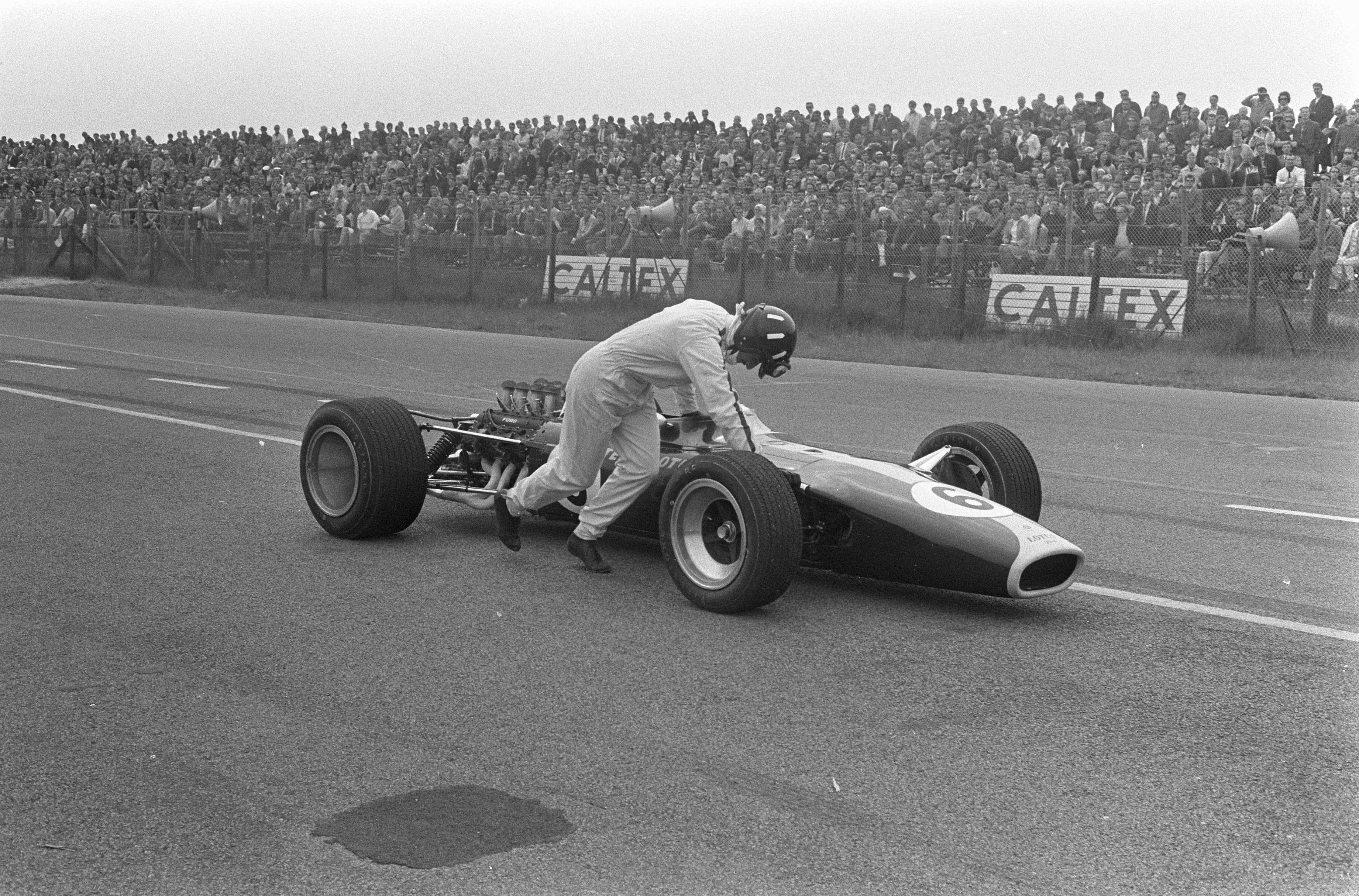
En tête de la course dès le départ, Graham Hill a été stoppé dans son élan à cause d'un problème mécanique ; il va pousser sa Lotus jusqu'au stand avant d'abandonner.

Le départ est donné devant plus de 80 000 spectateurs. Le ciel est nuageux, mais la piste est totalement sèche. Un des commissaires de piste n'a pas évacué la piste à temps ; tentant de faire reculer la Cooper de Pedro Rodríguez, légèrement trop avancée, il se tient debout entre la monoplace du Mexicain et celle de  son coéquipier Jochen Rindt, au niveau de la deuxième ligne, et va quelque peu gêner les pilotes placés derrière lui et tout particulièrement Denny Hulme, dont la Brabham est placée juste derrière. Sur sa nouvelle Lotus, Graham Hill prend immédiatement l'avantage sur la Brabham du champion du monde et sur l'Eagle de Dan Gurney et négocie en tête l'épingle de Tarzan, dans laquelle Rindt prend l'avantage sur Gurney. Le pilote britannique va repasser devant les stands avec plus d'une seconde et demie d'avance sur Jack Brabham, le reste du peloton venant ensuite, mené par Rindt. La voiture de Hulme à tendance déverser son trop-plein d'huile dans les courbes et, au cours du deuxième tour, Bruce McLaren va déraper sur la piste devenue glissante, sa monoplace terminant sa course dans le grillage. S'étant approprié le record de la piste à 171,3 km/h de moyenne, Rindt est revenu dans le sillage de Brabham. Tous les pilotes vont cependant prudemment lever le pied dans les courbes, où le revêtement est devenu gras, et la moyenne baisse sensiblement. Gurney parvient à reprendre la troisième place à Rindt mais presque aussitôt l'Autrichien repasse devant l'Américain, dont le moteur commence à perdre de sa puissance. Après son mauvais départ, Hulme commence à remonter ; il vient de dépasser la BRM de Jackie Stewart et ne tarde pas à déborder Rodríguez, tandis que Jim Clark, de plus en plus à l'aise avec le comportement de sa Lotus, vient de doubler la Ferrari de Chris Amon, s'emparant de la cinquième place. Au cinquième tour, alors que Hulme a également doublé Amon, Hill possède près de deux secondes d'avance sur Brabham. Rindt, très à l'aise sur la piste glissante, n'est qu'à quelques longueurs derrière, alors qu'un peu plus loin Gurney se maintient en quatrième position, malgré des problèmes d'injection. Clark, qui accélère progressivement sa cadence, mène le reste du peloton. Deux boucles plus tard, Gurney effectue un bref passage au stand pour tenter de remédier à ses problèmes de carburation. L'arrêt ne lui coûte qu'une trentaine de secondes mais le problème n'est pas réglé et son moteur va se couper définitivement peu après. À l'issue du dixième tour, Hill est toujours en tête, avec un peu plus d'une seconde d'avance sur Brabham et deux sur Rindt. Quatrième, Clark n'est qu'à quatre secondes de son coéquipier et précède Hulme et Amon. Septième, Rodríguez accuse déjà près d'une vingtaine de secondes de retard sur le leader, le pilote mexicain voyant son avance sur Stewart fondre peu à peu. La surprise est grande lorsqu'au passage suivant Brabham repasse en tête devant les stands, devant Rindt, Clark, Hulme et Amon. Le moteur de la Lotus de Hill a coupé à cause d'un problème d'arbre à cames. Le courageux pilote parviendra à pousser sa monoplace jusqu'au stand mais l'abandon est inévitable. Désormais seul à défendre les couleurs de son équipe, Clark hausse le rythme ; il revient rapidement sur Rindt et parvient à lui prendre la deuxième place au début du quinzième tour. Au suivant, il attaque Brabham au même endroit et s'empare du commandement de la course. Il va dès lors se détacher peu à peu de ses poursuivants. L'état de la piste s'est amélioré et la moyenne augmente, au désavantage de Rindt qui se fait successivement déborder par Hulme et Amon. Au vingtième tour, une seconde et demie sépare les deux premiers, Hulme, troisième, ayant pratiquement rejoint son coéquipier. Amon est deux secondes plus loin, ayant pris ses distances sur Rindt. Rodríguez perd régulièrement du terrain et a perdu deux places au profit de Stewart (maintenant sixième) et de Mike Parkes, sur la deuxième Ferrari.

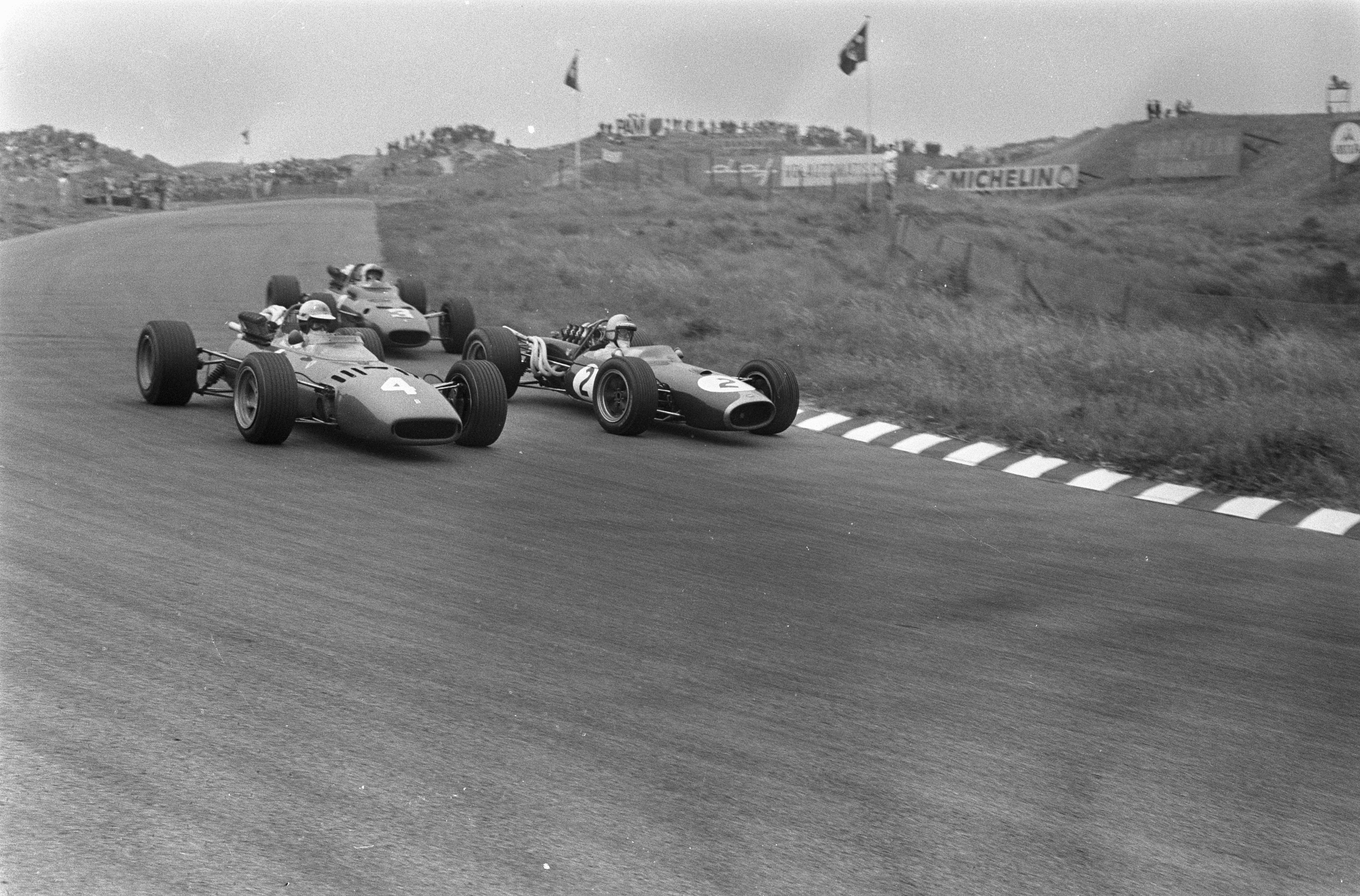
En lutte pour la troisième place, Hulme (Brabham n°2) et Amon (Ferrari n°3) prennent un tour à la Ferrari de Parkes (n°4).

Sans attaquer outre mesure, Clark contrôle la course, s'assurant une marge de quelques secondes sur les deux Brabham officielles. Malgré tous ses efforts, le champion du monde ne parvient pas à réduire l'écart sur la Lotus et décide de lever très légèrement le pied, préférant assurer sa deuxième place. Au tiers de l'épreuve, moins de cinq secondes séparent les deux premiers ; Hulme est à dix secondes, Amon à quinze. Toujous cinquième, Rindt est maintenant à une demi-minute, Stewart et Parkes lui reprenant alors plus d'une seconde au tour. Plus loin viennent la Cooper de Ródriguez, la Honda de John Surtees et la Ferrari de Ludovico Scarfiotti. La course se poursuit sans changement notable au classement, mais les écarts se creusent. À mi-parcours, Brabham accuse douze secondes de retard sur Clark, son coéquipier Hulme étant dix secondes derrière. Quatrième, Amon n'est pas très loin mais tous les autres, emmenés par Stewart et Scarfiotti, sont à plus d'une minute. Les deux Cooper d'usine viennent d'abandonner, Rodríguez à cause d'un problème de boîte de vitesses et Rindt sur rupture de suspension arrière. Craignant un incident mécanique semblable à celui ayant touché son coéquipier, Clark continue à tourner à sa main, continuant toutefois à accentuer son avance. Jugeant la troisième place à sa portée, Amon a haussé le rythme et, en une dizaine de tour, revient dans le sillage de Hulme. Les deux Néo-Zélandais vont alors entamer un beau duel, tenant le public en haleine. Seukls les quatre premiers sont dans le même tour, Parkes, toujours cinquième, accusant désormais un tour de retard. Quelques secondes plus loin, Surtees, malgré les problèmes de commande d'accélérateur qui le gênent depuis le départ, se rapproche sensiblement de la deuxième Ferrari, sans toutefois pouvoir espérer revenir dans son sillage. Aux trois quarts de la course, alors que Clark, dans un style très coulé, s'est attribué le record de la piste à 171,4 km/h de moyenne, le pilote Honda doit renoncer, coulisses d'accélérateur étant grippées à cause du sable. Hormis la lutte pour la troisième place entre Hulme et Amon, les positions semblent acquises ; comptant près d'une demi-minute d'avance sur Brabham, Clark ménage au maximum sa Lotus et se contente de maintenir cet écart. Malgré tous ses efforts, Amon ne parvient pas à inquiéter Hulme. L'ordre va rester inchangé jusqu'à l'arrivée, Clark faisant triompher la nouvelle Lotus dès sa première sortie, devant Brabham et Hulme et les trois Ferrari d'Amon, Parkes et Scarfiotti.

### Classements intermédiaires
Classements intermédiaires des monoplaces aux premier, troisième, cinquième, huitième, dixième, douzième, quinzième, vingtième, trentième, quarantième, quarante-cinquième, cinquantième, soixantième, soixante-dixième et quatre-vingtième tours,.

### Classement de la course

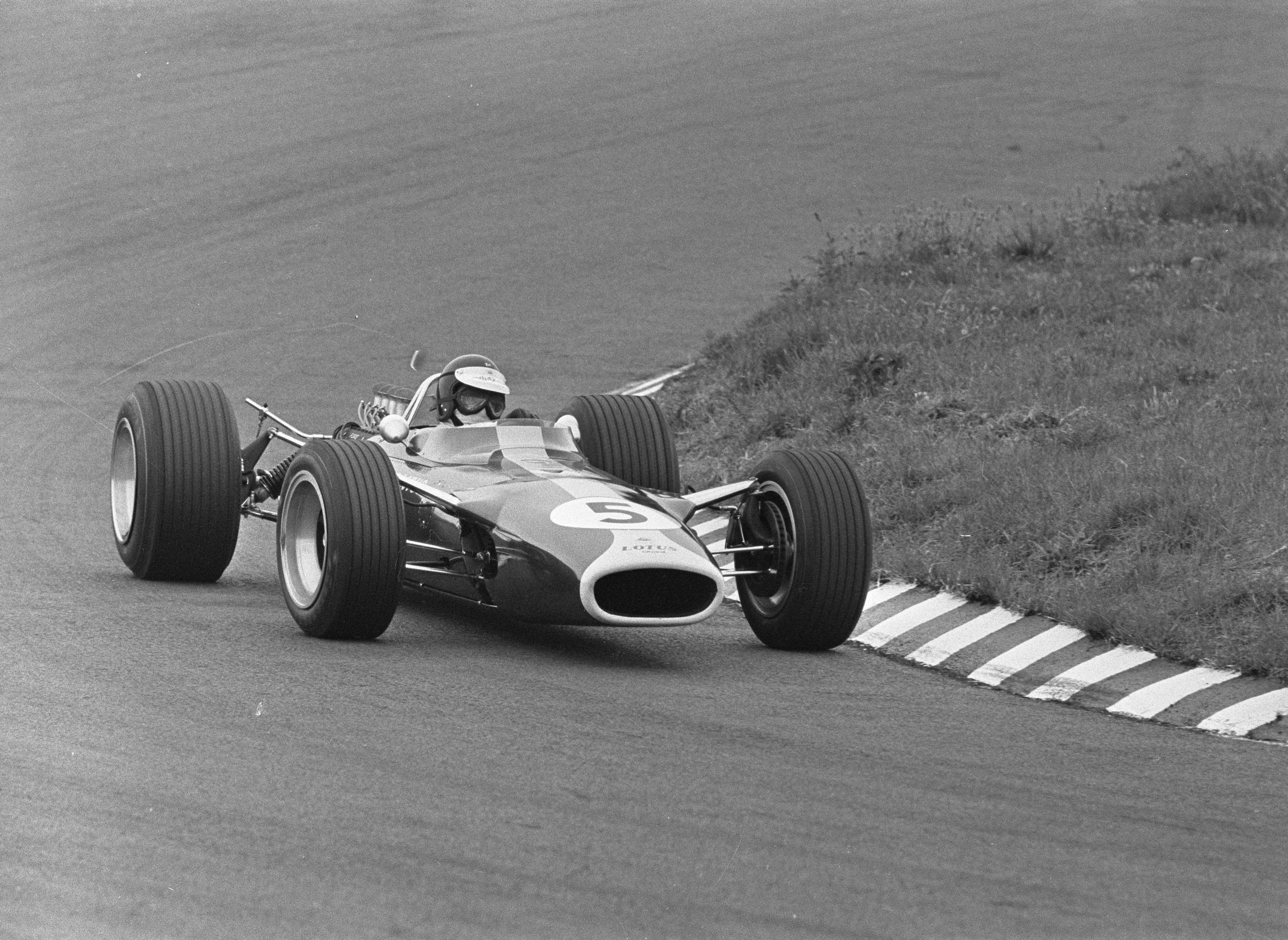
Première sortie et première victoire pour la nouvelle Lotus 49, aux mains de Jim Clark.

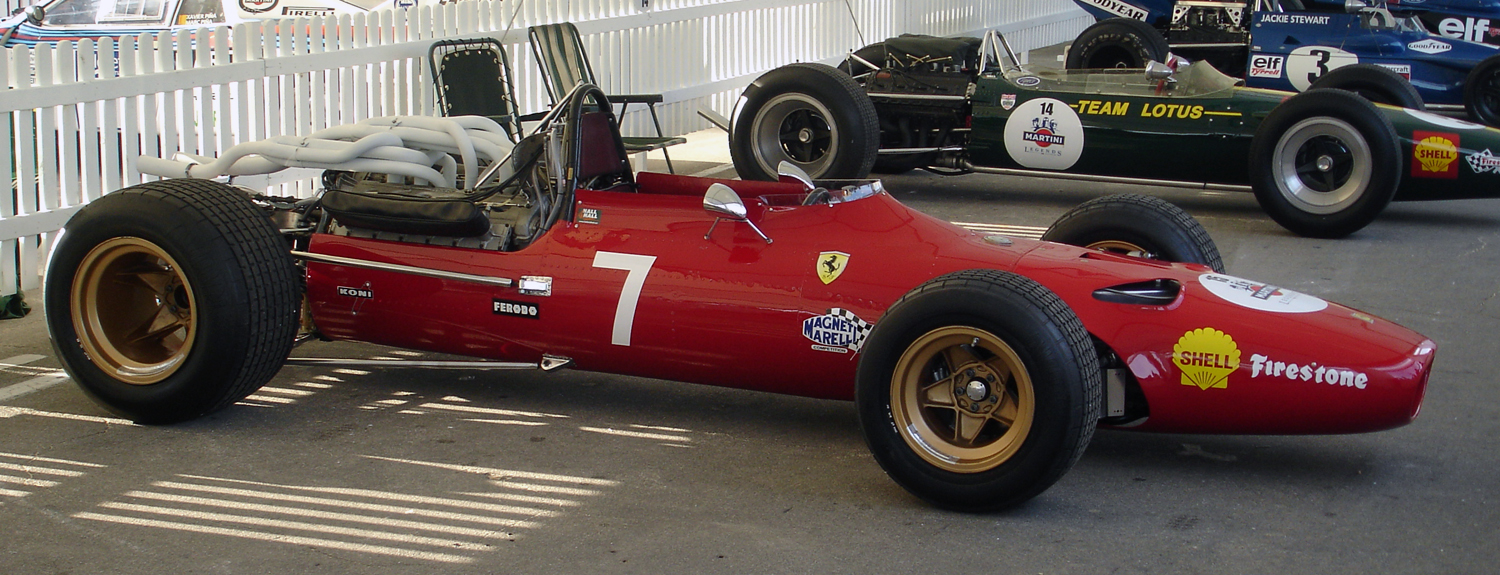
Une Ferrari 312/67 semblable à celles de Chris Amon et de Ludovico Scarfiotti, respectivement quatrième et sixième du Grand Prix des Pays-Bas. Leur coéquipier Mike Parkes, cinquième, pilotait un modèle de la saison précédente.

| Pos  | N° | Pilote              | Écurie          | Tours | Temps/Abandon                 | Grille | Points |
| ---- | -- | ------------------- | --------------- | ----- | ----------------------------- | ------ | ------ |
| 1    | 5  | Jim Clark           | Lotus-Ford      | 90    | 2 h 14 min 45 s 1             | 8      | 9      |
| 2    | 1  | Jack Brabham        | Brabham-Repco   | 90    | 2 h 15 min 08 s 7 (+ 23 s 6)  | 3      | 6      |
| 3    | 2  | Denny Hulme         | Brabham-Repco   | 90    | 2 h 15 min 10 s 8 (+ 25 s 7)  | 7      | 4      |
| 4    | 3  | Chris Amon          | Ferrari         | 90    | 2 h 15 min 12 s 4 (+ 27 s 3)  | 9      | 3      |
| 5    | 4  | Mike Parkes         | Ferrari         | 89    | 2 h 15 min 20 s 2 (+ 1 tour)  | 10     | 2      |
| 6    | 22 | Ludovico Scarfiotti | Ferrari         | 89    | 2 h 15 min 49 s 9 (+ 1 tour)  | 15     | 1      |
| 7    | 18 | Chris Irwin         | Lotus-BRM       | 88    | 2 h 15 min 44 s 9 (+ 2 tours) | 13     |        |
| 8    | 10 | Mike Spence         | BRM             | 87    | 2 h 16 min 06 s 7 (+ 3 tours) | 12     |        |
| 9    | 21 | Bob Anderson        | Brabham-Climax  | 86    | 2 h 16 min 08 s 2 (+ 4 tours) | 17     |        |
| 10   | 20 | Jo Siffert          | Cooper-Maserati | 83    | 2 h 15 min 07 s 6 (+ 7 tours) | 16     |        |
| Abd. | 7  | John Surtees        | Honda           | 73    | Accélérateur                  | 6      |        |
| Abd. | 9  | Jackie Stewart      | BRM             | 51    | Freins                        | 11     |        |
| Abd. | 12 | Jochen Rindt        | Cooper-Maserati | 41    | Suspension arrière            | 4      |        |
| Abd. | 14 | Pedro Rodríguez     | Cooper-Maserati | 39    | Boîte de vitesses             | 5      |        |
| Abd. | 6  | Graham Hill         | Lotus-Ford      | 11    | Moteur                        | 1      |        |
| Abd. | 15 | Dan Gurney          | Eagle-Weslake   | 8     | Injection                     | 2      |        |
| Abd. | 17 | Bruce McLaren       | McLaren-BRM     | 1     | Accident                      | 14     |        |

Légende :
- Abd.=abandon

### Pole position et record du tour
- Pole position :  Graham Hill (Lotus) en 1 min 24 s 6 (vitesse moyenne : 178,426 km/h). Temps réalisé lors de la séance d'essais du samedi 3 juin[25].
- Meilleur tour en course :  Jim Clark (Lotus) en 1 min 28 s 08 (vitesse moyenne : 171,376 km/h) au soixante-septième tour.

#### Évolution du meilleur tour en course
Le meilleur tour fut amélioré trois fois au cours de l'épreuve.

### Tours en tête
- Graham Hill : 10 tours (1-10)
- Jack Brabham : 5 tours (11-15)
- Jim Clark : 75 tours (16-90)

## Classement général à l'issue de la course
- Attribution des points : 9, 6, 4, 3, 2, 1 respectivement aux six premiers de chaque épreuve.
- Pour la coupe des constructeurs, même barème et seule la voiture la mieux classée de chaque équipe inscrit des points.
- Le championnat est divisé en deux demi-saisons, seuls les cinq meilleurs résultats (sur six épreuves) étant retenus pour la première et les quatre meilleurs (sur cinq épreuves) pour la deuxième[25].

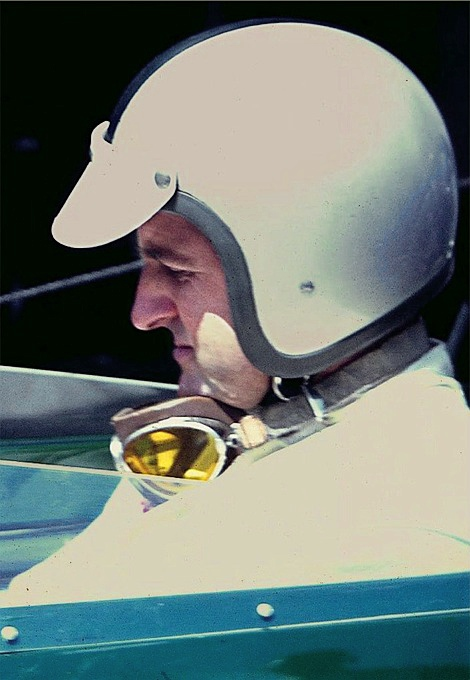
Grâce à sa troisième place aux Pays-Bas, Denny Hulme conforte sa position en tête du championnat du monde.

| Pos. | Pilote              | Écurie  | Points | AFS | MON | NL | BEL | FRA | GBR | 1re ½ saison | ALL | CAN | ITA | USA | MEX | 2e ½ saison |
| ---- | ------------------- | ------- | ------ | --- | --- | -- | --- | --- | --- | ------------ | --- | --- | --- | --- | --- | ----------- |
| 1    | Denny Hulme         | Brabham | 16     | 3   | 9   | 4  |     |     |     | 16           |     |     |     |     |     |             |
| 2    | Pedro Rodríguez     | Cooper  | 11     | 9   | 2   | -  |     |     |     | 11           |     |     |     |     |     |             |
| 3    | Jim Clark           | Lotus   | 9      | -   | -   | 9  |     |     |     | 9            |     |     |     |     |     |             |
| 4    | Jack Brabham        | Brabham | 7      | 1   | -   | 6  |     |     |     | 7            |     |     |     |     |     |             |
|      | Chris Amon          | Ferrari | 7      | -   | 4   | 3  |     |     |     | 7            |     |     |     |     |     |             |
| 6    | John Love           | Cooper  | 6      | 6   | -   | -  |     |     |     | 6            |     |     |     |     |     |             |
|      | Graham Hill         | Lotus   | 6      | -   | 6   | -  |     |     |     | 6            |     |     |     |     |     |             |
| 8    | John Surtees        | Honda   | 4      | 4   | -   | -  |     |     |     | 4            |     |     |     |     |     |             |
| 9    | Bruce McLaren       | McLaren | 3      | -   | 3   | -  |     |     |     | 3            |     |     |     |     |     |             |
| 10   | Bob Anderson        | Brabham | 2      | 2   | -   | -  |     |     |     | 2            |     |     |     |     |     |             |
|      | Mike Parkes         | Ferrari | 2      | -   | -   | 2  |     |     |     | 2            |     |     |     |     |     |             |
| 12   | Mike Spence         | BRM     | 1      | -   | 1   | -  |     |     |     | 1            |     |     |     |     |     |             |
|      | Ludovico Scarfiotti | Ferrari | 1      | -   | -   | 1  |     |     |     | 1            |     |     |     |     |     |             |

| Pos. | Écurie          | Points | AFS | MON | NL | BEL | FRA | GBR | 1re ½ saison | ALL | CAN | ITA | USA | MEX | 2e ½ saison |
| ---- | --------------- | ------ | --- | --- | -- | --- | --- | --- | ------------ | --- | --- | --- | --- | --- | ----------- |
| 1    | Brabham-Repco   | 18     | 3   | 9   | 6  |     |     |     | 18           |     |     |     |     |     |             |
| 2    | Cooper-Maserati | 11     | 9   | 2   | -  |     |     |     | 11           |     |     |     |     |     |             |
| 3    | Lotus-Ford      | 9      | -   | -   | 9  |     |     |     | 9            |     |     |     |     |     |             |
| 4    | Ferrari         | 7      | -   | 4   | 3  |     |     |     | 7            |     |     |     |     |     |             |
| 5    | Cooper-Climax   | 6      | 6   | -   | -  |     |     |     | 6            |     |     |     |     |     |             |
|      | Lotus-BRM       | 6      | -   | 6   | -  |     |     |     | 6            |     |     |     |     |     |             |
| 7    | Honda           | 4      | 4   | -   | -  |     |     |     | 4            |     |     |     |     |     |             |
| 8    | McLaren-BRM     | 3      | -   | 3   | -  |     |     |     | 3            |     |     |     |     |     |             |
| 9    | Brabham-Climax  | 2      | 2   | -   | -  |     |     |     | 2            |     |     |     |     |     |             |
| 10   | BRM             | 1      | -   | 1   | -  |     |     |     | 1            |     |     |     |     |     |             |

## À noter
- 21e victoire en championnat du monde pour Jim Clark.
- 26e victoire en championnat du monde pour Lotus en tant que constructeur.
- 1re victoire en championnat du monde pour Ford Cosworth en tant que motoriste.
- 1er engagement de la Lotus 49, première monoplace à moteur porteur, qui décroche la pole position (avec Graham Hill), le meilleur tour en course et la victoire (avec Jim Clark).